# Jaime Hilario
Saint Jaime Hilario (nom séculier : Manuel Barbal i Cosán), né le 2 janvier 1898 à Enviny, petite ville dans la comarque catalane de Pallars Sobirà, au pied des Pyrénées, dans le Nord de l'Espagne, est un frère des écoles chrétiennes, mort fusillé, pendant la guerre civile espagnole, le 18 janvier 1937 à Tarragone. 

## Sa vie
Connu pour son caractère sérieux, il n'a que 12 ans quand, avec la bénédiction de ses parents, travailleurs courageux et pieux, il entre au séminaire du diocèse d'Urgell. Mais il a bientôt des problèmes d'audition et on lui conseille de rentrer dans sa famille. Convaincu que Dieu l'appelle, il éprouve beaucoup de joie quand, en 1917, il apprend que l'Institut des frères des écoles chrétiennes l'accepte au noviciat à Irun, près de la frontière hispano-française. Après seize ans de différentes affectations ses problèmes d'audition croissants l'obligent à abandonner la classe et il travaille au jardin de la maison de formation de San José de Cambrils, Tarragone.
En juillet 1936, alors qu'il se rend dans sa famille à Enviny, il se trouve à Mollerussa quand la guerre civile éclate. Reconnu comme Frère, il est arrêté et emprisonné. En décembre, il est transféré à Tarragone et envoyé dans un bateau-prison, le Mahon, avec plusieurs autres Frères. Le 15 janvier 1937, il subit un jugement sommaire. Alors qu'il peut retrouver sa liberté en déclarant qu'il n'est que jardinier, il insiste sur sa qualité de religieux et scelle ainsi son sort. Le 18 janvier, il est conduit vers le cimetière dans la côte appelée Muntanya de l'Oliva pour être exécuté. Ses dernières paroles à ses assassins sont "Mourir pour le Christ, garçons, c'est vivre". Quand deux salves manquent leur cible, les soldats lâchent leurs fusils et s'enfuient. Leur chef, en hurlant des insultes grossières, tire cinq coups de pistolet à bout portant et la victime tombe à ses pieds[réf. nécessaire].

## Béatification et Canonisation
- Béatifié le 29 avril 1990
- Canonisé le 21 novembre 1999